# Cnemolia onca
Cnemolia onca är en skalbaggsart som först beskrevs av Max Quedenfeldt 1882.  Cnemolia onca ingår i släktet Cnemolia och familjen långhorningar.
Artens utbredningsområde är Angola. Inga underarter finns listade i Catalogue of Life.